# Joseph D. Pistone
Joseph Dominick Pistone (Erie, 1939. szeptember 17. –) amerikai volt FBI-ügynök, aki 1976 szeptembere és 1981 júliusa között Donnie Brasco álnéven dolgozott beépülve, elsősorban a New York-i maffia öt családjának, a Bonanno bűnözőklánnak, illetve kisebb mértékben a Colombo bűnözőklánnak a két New York-i maffiacsaládba való beépülése keretében. 17 évig, 1969-től 1986-os lemondásáig Pistone az FBI ügynöke volt. 1986-ban lemondott. Az általa gyűjtött bizonyítékok több mint kétszáz vádirathoz és több mint száz maffiatag elítéléséhez vezettek – és néhány, a beszivárgásáért felelős embert - más maffiózót is megöltek. 
Pistone úttörő volt a hosszú időtartamú fedett munkában. Az FBI korábbi igazgatója, az 1972-ben elhunyt J. Edgar Hoover nem akarta, hogy az FBI-ügynökök beépülve dolgozzanak, mert fennállt a veszélye annak, hogy az ügynökök megvesztegethetők. Pistone munkája később segített meggyőzni az FBI-t arról, hogy a kizárólag informátorokra támaszkodó beépített ügynökök alkalmazása a bűnüldözés alapvető eszköze. Pistone 1988-ban megjelent Donnie Brasco: My Undercover Life in the Mafia című könyve amely az életéről szóló 1997-es Donnie Brasco című film alapjául szolgált.

## Korai évei és pályafutása
Pistone 1939-ben született a pennsylvaniai Erie-ben. Szicíliai felmenőkkel rendelkezik, és a New Jersey állambeli Patersonban nőtt fel, ott az Eastside High Schoolba, majd a Paterson State College-ba (ma William Paterson University) járt, ahol antropológiából szerzett diplomát. 
Egy évig tanárként dolgozott a Paterson School No. 10-ben és a Tengerészeti Hírszerzési Hivatalnál, mielőtt 1969. július 7-én esküt tett az FBI-nál, és a floridai Jacksonville-be osztották be. 1974-ben áthelyezték New Yorkba, ahol a teherautórablási és eltérítési egységben dolgozott. Mivel képes volt 18 kerekű teherautókat és buldózereket vezetni, végül fedett munkát kapott egy járműlopási hálózatba való beépülésben, ami több mint 30 letartóztatást eredményezett, ezzel nagyobb ismertséget szerezve magának a bűnüldözésen belül.

## FBI-karrier Donnie Brascóként
1976 tavaszán Pistone önként jelentkezett, hogy beépüljön a Bonanno bűnözőklánba, és erre a munkára jól megfelelt az olasz nyelvtudása, a szicíliai származása és a patersoni származásából fakadó maffia sajátosságainak ismerete. A titkos művelethez Donald "Donnie" Brasco hamis személyazonosságát alkották meg, amelynek háttértörténete alacsony szintű ékszertolvajként való munkát tartalmazott. Kiterjedt felkészülés után, beleértve az FBI ékszerészeti tanfolyamát, ékszertolvajnak álcázta magát. 
A művelet a "Sun-Apple" kódnevet kapta a két egyidejűleg végzett művelet helyszínei után: Miami ("Sunny Miami") és New York City ("The Big Apple"). Hónapokig tartó tervezés után, 1976 szeptemberében Pistone megkezdte a fedett műveletet – az eredetileg körülbelül hat hónapra tervezett műveletből több év lett. 1976-ban az FBI törölte Pistone nevét az irodai névsorokból és a személyi aktájából, aki felhívta, és őt kereste, azt a választ kapta, hogy ilyen néven senki sem dolgozik ott. Munkatársai, barátai és informátorai nem tudták, mi történt vele. Az akció eredeti célja az volt, hogy beszivárogjon a nagypályás orgazdák és teherautó-eltérítők közé, amelyek viszont a maffiához vezetnek. Amíg Pistone a maffiában dolgozott, a szervezett bűnözés legváltozatosabb hatalmi harcai során tájékoztatta a a rendőrséget a maffia tevékenységéről.

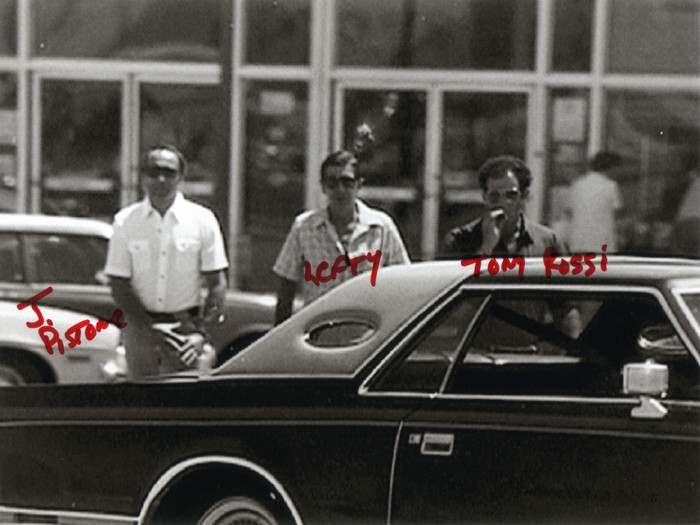
Egy FBI megfigyelési fénykép Joseph Pistone-ról, Benjamin "Lefty" Ruggiero és Tony Rossi társaságában.

Pistone a Colombo klánból Jilly Greca bandájának tagjává küzdötte fel magát, akinek a bandája elsősorban rablásokban és teherautóeltérítésekben vett részt. Körülbelül hat hónap elteltével Pistone átállt a Bonanno klánhoz, mivel kapcsolatot alakított ki Anthony Mirrával. Amikor Mirra börtönbe került, Pistone-t a Bonanno katona Benjamin "Lefty" Ruggiero tanította a maffia módszereire, akinek a helyi vezére Mike "Mimi" Sabella volt. Pistone emellett játékautomatákkal is üzletelt Frank Balistrieri-vel a Milwaukee-i bűnözőklánból. Carmine Galante 1979-es meggyilkolása után Pistone Dominick "Sonny Black" Napolitano helyii vezérnek adott jelentést. 
Pistone egy jövedelmező üzleti vállalkozásért volt felelős a floridai Holidayben, amikor megnyitotta és működtette a King's Court Bottle Clubot. Floridában Pistone egy másik FBI-ügynökkel dolgozott együtt, aki Tony Rossi álnéven dolgozott. Napolitano később felvette a kapcsolatot Pistone-nal, akit reményei szerint beavatott taggá akart tenni, hogy gyilkolja meg Alphonse "Sonny Red" Indelicato fiát, Anthony "Bruno" Indelicato-t, aki korábban megúszta a kivégzését, miután kihagyott egy 1981. májusi találkozót, amelyen "Sonny Red" Indelicato, Phillip Giaccone és Dominick Trinchera meghalt. 
Az FBI ezután elrendelte Pistone akciójának befejezését. Pistone addig akarta folytatni, amíg aznap decemberben nem lett volna belőle "made man" azaz beavatott tag, Napolitano hazudott volna arról, hogy "megcsinálta a csontjait" (részt vett egy maffia által megrendelt gyilkosságban), hogy bizonyítsa hűségét. 1981. július 26-án azonban Pistone felettesei úgy döntöttek, hogy az akció túlságosan veszélyessé vált, és 1981. július 26-ra tűzték ki a befejezés dátumát. Csak miután Pistone távozott, Doug Fencl, Jim Kinne és Jerry Loar FBI-ügynökök tájékoztatták Napolitanót, hogy régi pártfogoltja egy FBI-ügynök volt. Pistone 500 dolláros bónuszt kapott az akció végén.

## Utóhatások
Nem sokkal később, 1981. augusztus 17-én Napolitanót meggyilkolták, mert megengedte egy FBI-ügynöknek, hogy beszivárogjon a családba; lelőtték, és levágták a kezét.
1981. augusztus 29-én Ruggierót letartóztatta az FBI. 1982. február 18-án Mirrát is megölték. Napolitano sorsáról Pistone a következőket nyilatkozta: "Az volt a szándékom az egészben, hogy börtönbe juttassam az embereket, nem pedig, hogy megöletem őket", ugyanakkor azt is kijelentette, hogy soha nem érzett megbánást. 1982 novemberében Ruggierót Nicholas Santorával, Antonio Tomasulóval és Anthony "Fat Tony" Rabitóval együtt egy hathetes esküdtszéki tárgyaláson elítélték zsarolási összeesküvésért, 15 év börtönbüntetést kaptak.
A maffia 500 ezer dolláros vérdíjat tűzött ki Pistone-ra, és kirúgta a Bonanno klánt a Bizottságból. Az FBI ügynökei felkeresték a maffiafőnököket New Yorkban, és azt tanácsolták nekik, hogy ne öljék meg Pistone-t. A szerződést a Bizottságot vezető Paul Castellano ejtette, mivel úgy gondolta, hogy egy szövetségi ügynök megölése "túl nagy feltűnést keltene."
Pistone először 1982. augusztus 2-án tett nyilvános vallomást. Az általa összegyűjtött bizonyítékok több mint 200 vádirathoz és több mint 100 maffiatag elítéléséhez vezettek. 1986-ban Pistone ugyan lemondott az FBI-tól, de továbbra is tanúskodott, amikor hívták, többek között a Pizza Connection perben is. Pistone beszivárgása megtizedelte a Bonanno klánt, ennek következtében azonban a klán nem volt fő célpontja a maffiabizottság perének, amelynek során az öt család legfelsőbb vezetése börtönbe került, mivel a Bonanno klánt korábban kirúgták a bizottságból. Azzal, hogy a klán elkerülte ezt a csapást, megőrizte a vezetőségét, és képes volt ismét megszilárdítani a hatalmát. A főnököt, aki ezt az újbóli megerősödést vezette, Joseph Massinót 2004-ben elítélték Napolitano megölésének elrendeléséért, amiért megengedte Pistone bejutását a családba.
Pistone jelenleg egy titkos helyen él feleségével, Maggie-vel és három lányukkal, álnéven. Pistone szerzőként és tanácsadóként tevékenykedett a világ bűnüldöző szerveinek, köztük a Scotland Yardnak, és az Egyesült Államok szenátusa előtt a szervezett bűnözés szakértőjeként tanúskodott. 2012 szeptemberében Pistone szakértőként tanúskodott a québeci Montrealban a Charbonneau Bizottság korrupcióval kapcsolatos nyilvános vizsgálatán.

## A médiában
- Pistone 1988-ban megjelent Donnie Brasco: My Undercover Life in the Mafia című könyvében részletesen beszámol beépített ügynöki tapasztalatairól A könyv szolgált alapul az 1997-es Donnie Brasco című filmhez, amelyben Pistone technikai tanácsadóként dolgozott, és amelyben Johnny Depp alakította őt, Al Pacino pedig "Lefty" Ruggierót. Ez volt az alapja a rövid életű, 2000-es Falcone című televíziós sorozatnak is, amelynek főszereplője Jason Gedrick volt, mint Pistone (akinek fedőnevét jogi okokból "Donnie Brasco"-ról "Joe Falcone"-ra változtatták).
- Pistone tanácsadó volt a Donnie Brasco című filmben, hogy hitelesebbé tegye a fiktív ábrázolásokat és a helyszíneket. Az életét felhasználták az FBI egyik epizódjában: The Untold Stories című sorozatban.
- Pistone a Donnie Brasco szerepében szerzett tapasztalatait a The Way of the Wiseguy (2004) és a Donnie Brasco című könyveiben  dolgozta fel:[30] Pistone írt egy regényt The Good Guys (2005) címmel Joseph Bonanno fiával, Salvatore "Bill" Bonannóval. Több szépirodalmi művet is írt, mint például a Deep Cover, a Mobbed Up és a Snake Eyes. A maffiával kapcsolatos filmek executive producere volt, többek között a 2006-os Véres utcák című filmben.[2] 2008-ban Rossella Biscotti olasz művésznő interjút készített Pistone-nal a The Undercover Man című videójában. A Donnie Brasco alapján színdarabot mutattak be a Pennsylvania Playhouse-ban.[31][32]
- Pistone szerepel a Yesterday brit történelmi tévécsatorna A maffia legnagyobb slágerei című dokumentumfilm-sorozatának nyolcadik epizódjában.[33] A Holtak titkai című epizód, a "Gangland Graveyard" (Bandatemető) Pistone-t és a maffiába való beszivárgását mutatja be a Massino által meggyilkoltatott három maffiakapitány halálának ügyében folytatott hosszan tartó nyomozás részeként.[34]
- Pistone főszereplője volt a 2013-as Inside the American Mob című minisorozatnak. Kiemelkedő szerepet játszik az 1. epizódban, a "Stayin' Alive in the '70s" című epizódban, és a 2. epizód, a "Donnie Brasco hadművelet" főszereplője.[35]
- 2020 májusában Pistone podcastot indított  Deep Cover: The Real Donnie Brasco címmel.[36]

## Fordítás
- Ez a szócikk részben vagy egészben  a   Joseph D. Pistone című angol Wikipédia-szócikk ezen változatának fordításán alapul.  Az eredeti cikk szerkesztőit annak laptörténete sorolja fel. Ez a jelzés csupán a megfogalmazás eredetét és a szerzői jogokat jelzi, nem szolgál a cikkben szereplő információk forrásmegjelöléseként.